# Liste von Burgen und Festungen in der Türkei

Befestigungen von Troja

Die Liste von Burgen, Schlössern und Festungen in der Türkei führt eine Auswahl von Burgen und Festungen in der Türkei auf, mit Ausnahme der Provinz Istanbul. Die dortigen Gebäude werden in der Liste von Burgen, Festungen und Palastbauten in Istanbul aufgeführt.
Die Liste enthält Stadtbefestigungen, befestigte Einzelgebäude, Gebäudekomplexe und Teile von Städten. Aufgeführt sind ebenfalls – befestigte oder unbefestigte – Herrschersitze sowie Residenzen von Regierungsmitgliedern, Fürsten und Statthaltern.

## Geschichtlicher Überblick

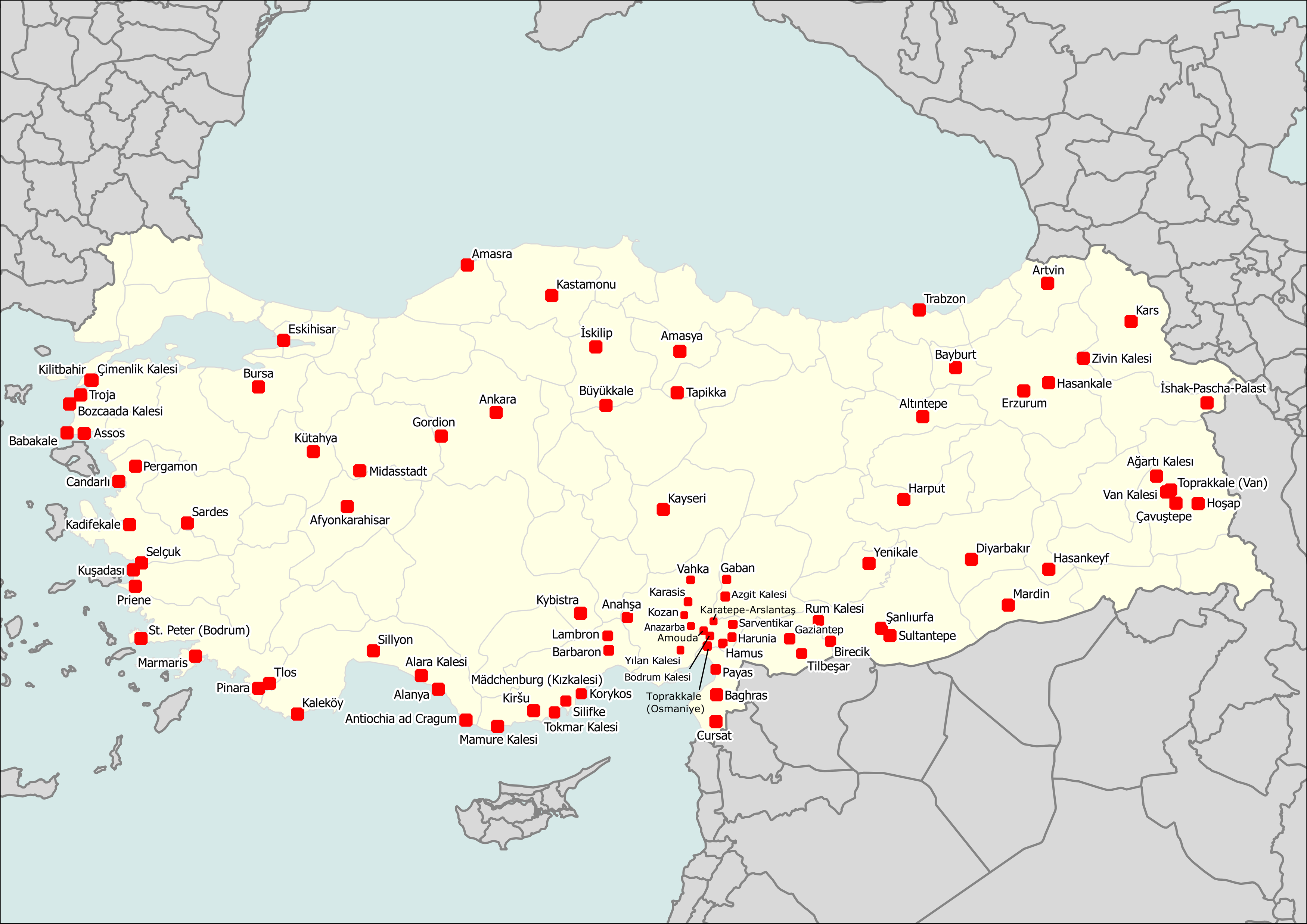
Lage der Gebäude

Das Gebiet der heutigen Türkei ist von zahlreichen Völkern und Reichen bewohnt, regiert oder durchzogen worden, die Festungen und Herrschersitze hinterlassen haben. Die älteste bekannte Stadtbefestigung ist die Zitadelle in der zweiten Schicht von Troja aus der ersten Hälfte des dritten Jahrtausends v. Chr., deren Erbauer nicht näher bekannt sind. Danach entstanden Bauten möglicherweise der Hurriter, sicher der Luwier und Hethiter, meist ummauerte Stadtkerne, die sowohl die Residenzen der Herrscher enthielten als auch der Bevölkerung im Gefahrenfall als Zuflucht dienten. Ähnlichen Zwecken dienten die darauf folgenden Akropolen der Phryger, Lyder, Urartäer, Griechen und Römer. Ein großer Teil davon hat schon den Charakter von mittelalterlichen Burgen, wie die ab dem fünften Jahrhundert entstandenen byzantinischen Bauten. Die nach der Jahrtausendwende durchziehenden Kreuzritter übernahmen vorhandene Festungen, bauten aber auch neue. Gleiches gilt für Armenier und Seldschuken, die etwa zur gleichen Zeit nach Anatolien kamen, sowie für deren Nachfolger, die Osmanen. In dieser Zeit entstanden auch Herrschersitze, deren Hauptzweck nicht die Verteidigung, sondern Repräsentation war, bis hin zu prunkvollen Palästen.

## Erklärung zur Liste
- Bild: Zeigt, wenn möglich, ein Bild des Gebäudes an.
- Name: Name des Gebäudes, ggf. Alternativnamen
- Lage: Zeigt an, in welchem Ort/Distrikt das Gebäude steht.
- Provinz: Zeigt an, in welcher Provinz das Gebäude steht.
- Koordinaten: Gibt die geographische Koordinate an.
- Jahr: Zeigt das Baujahr an.
- Erbauer: Zeigt den Bauherren an.
- Bemerkungen: Enthält Bemerkungen zum Gebäude.

Hinweis: Die Liste ist sortierbar: durch Anklicken eines Spaltenkopfes wird die Liste nach dieser Spalte sortiert, zweimaliges Anklicken kehrt die Sortierung um. Durch das Anklicken zweier Spalten hintereinander lässt sich jede gewünschte Kombination erzielen.
Die Sortierung in der Spalte Erbauer erfolgt nicht alphabetisch nach den Namen, sondern möglichst chronologisch nach Epochen.
| Bild                                      | Name                                                                                | Lage                                                      | Provinz        | Koordinaten                      | Jahr                          | Erbauer                                              | Bemerkungen |
| ----------------------------------------- | ----------------------------------------------------------------------------------- | --------------------------------------------------------- | -------------- | -------------------------------- | ----------------------------- | ---------------------------------------------------- | --- |
| Afyon Burgberg                            | Zitadelle von Afyonkarahisar, Afyon                                                 | Afyonkarahisar                                            | Afyonkarahisar | 38° 45′ 24,4″ N, 30° 31′ 54,7″ O | Mitte 2. Jahrtausend v. Chr.  | vermutlich hethitisch                                | Festung wurde von den Rum-Seldschuken unter Kai Kobad I. im 13. Jahrhundert erheblich ausgebaut                                                                            |
|                                           | Ağartı Kalesı Ayanis, Rusahinili Eidorukai                                          | Ağarti/Van                                                | Van            | 38° 42′ 31″ N, 43° 12′ 42″ O     | 7. Jh. v. Chr.                | Rusa II.                                             | |
| Alanya Zitadelle                          | Alanya Kalesi                                                                       | Alanya                                                    | Antalya        | 36° 31′ 59″ N, 31° 59′ 27″ O     | 2. Jh. v. Chr.                | Seleukidenherrscher Diodotos Tryphon                 | im 13. Jh. unter Rum-Seldschuken neu erbaut |
| Alara Kalesi                              | Alara Kalesi                                                                        | Alanya                                                    | Antalya        | 36° 41′ 55″ N, 31° 43′ 46″ O     |                               | Byzantiner                                           | 1232 vom Seldschukenherrscher Kai Kobad I. erobert |
| Altıntepe                                 | Altıntepe                                                                           | Üzümlü                                                    | Erzincan       | 39° 41′ 48″ N, 39° 38′ 48″ O     | frühes 1. Jahrtausend v. Chr. | Urartäer                                             | |
| Amasra Kale                               | Zitadelle von Amasra İç Kale                                                        | Amasra                                                    | Bartın         | 41° 44′ 58″ N, 32° 23′ 19″ O     |                               | Byzantiner                                           | von Genuesern ausgebaut |
| Amasya Kale                               | Zitadelle von Amasya Amaseia                                                        | Amasya                                                    | Amasya         | 40° 39′ 20″ N, 35° 49′ 37″ O     | spätes 1. Jahrtausend v. Chr. | vermutlich Königreich Pontos                         | Seit Mithridates II. Residenz der pontischen Könige heutige Reste osmanischen Ursprungs                                                                                    |
| Hemite Kalesi                             | Amouda Amuda, Amutay, Hemite Kalesi                                                 | Gökçedam/Osmaniye                                         | Osmaniye       | 37° 11′ 19″ N, 36° 5′ 40″ O      |                               |                                                      | 1145 von Thoros II. erobert 1212 von Leo II. an die Deutschritter übergeben                                                                                                |
|                                           | Anahşa Anakşan, Alakşan, Rodentos                                                   | Kilikien südöstlich Pozantı                               | Adana          | 37° 23′ 32″ N, 34° 54′ 16″ O     |                               | Byzantiner                                           | fränkischer Name Butrentum, arabischer Name Hisn Assakaliba |
| Anavarza Akropolis                        | Akropolis von Anazarba Anavarza, Anazarbos, Ain Zarba                               | Dilekkaya/Kozan                                           | Adana          | 37° 15′ 50″ N, 35° 54′ 20″ O     | unbekannt                     | möglicherweise Hethiter                              | Burgberg schon in vorgeschichtlicher Zeit besiedelt. Bis 1184 Hauptstadt des Königreichs Kleinarmenien                                                                     |
| Ankara Kalesi                             | Zitadelle von Ankara Akkale                                                         | Ankara                                                    | Ankara         | 39° 56′ 20,5″ N, 32° 51′ 55,5″ O | um 270 v. Chr.                | Tektosagen (vom Pontos eingewanderte Galater)        | Vermutlich schon in hethitischer Zeit Standort einer Festung. |
| Antiochia am Kragos                       | Zitadelle von Antiochia am Kragos                                                   | Güneyköy/Gazipaşa                                         | Antalya        | 36° 9′ 23″ N, 32° 24′ 54″ O      | 1. Jh. n. Chr.                | Antiochos III. oder Antiochos IV. von Kommagene      | Akropolis und Zitadelle |
|                                           | Festung von Arapgir Arabkir, Arabrakes                                              | Arapgir/Kreis Arapgir                                     | Malatya        |                                  |                               | Seldschuken                                          | |
| Ardanuç                                   | Festung von Ardanuç Gevhernik Kale                                                  | Ardanuç                                                   | Artvin         | 41° 7′ 38″ N, 42° 3′ 18″ O       | 575                           | georgische Bagrationi-Dynastie von Tao-Klardschetien | |
| Artvin                                    | Burg von Artvin                                                                     | Artvin                                                    | Artvin         | 41° 11′ 18″ N, 41° 49′ 28″ O     | 937                           |                                                      | |
|                                           | Asguras                                                                             | Kilikien, nördlich der Kilikischen Pforte                 |                |                                  |                               |                                                      | Sitz der Familie der Nathanaeler |
| Assos                                     | Akropolis von Assos Behramkale                                                      | Behramkale/Ayvacık                                        | Çanakkale      | 39° 29′ 26″ N, 26° 20′ 13″ O     | 3. Jh. v. Chr.                | Griechen                                             | Im 9.–7. Jh. v. Chr. von Aiolern aus Lesbos besiedelt Stadtbefestigung unter Attaliden gebaut, möglicherweise auf älteren Fundamenten                                      |
| Ayas Seeburg                              | Ayas Kalesi Aias, Ajazzo, Lajazzo                                                   | Yumurtalık                                                | Adana          | 36° 46′ 9″ N, 35° 47′ 48″ O      |                               | Königreich Kleinarmenien                             | An der Stelle des antiken Aigeai aus Land- und Seeburg bestehend, früher mit Dämmen verbunden                                                                              |
|                                           | Azgit Kalesi                                                                        | Andırın                                                   | Kahramanmaraş  | 37° 36′ 34″ N, 36° 22′ 56″ O     |                               |                                                      | zwischen Vahka und Sarventikar |
|                                           | Babakale                                                                            | Babakale/Ayvacık                                          | Çanakkale      | 39° 28′ 46″ N, 26° 3′ 52″ O      | 1725                          | Mustafa Pascha, ein Wesir des Sultans Ahmed III.     | Die letzte osmanische Festung, die in der Türkei gebaut wurde Der westlichste Punkt des anatolischen Festlands                                                             |
| Bakraskale                                | Baghras, Bakraskale, Bağras                                                         | Ötençay/Belen                                             | Hatay          | 36° 25′ 37″ N, 36° 13′ 30″ O     | um 1100                       | Kreuzritter (Templer)                                | 1188 von Saladin erobert, danach in armenischem und mamlukischen Besitz |
| Çandır Kalesi                             | Barbaron Çandır Kalesi, Paperon                                                     | Çandır/Mersin                                             | Mersin         | 37° 1′ 13″ N, 34° 36′ 56″ O      |                               | Königreich Kleinarmenien Hethumiden                  | |
| Bayburt Kalesi                            | Burg von Bayburt                                                                    | Bayburt                                                   | Bayburt        | 40° 15′ 52″ N, 40° 13′ 46″ O     |                               | Bagratiden?                                          | Eisenzeitliche Scherbenfunde weisen auf einen urartäischen Vorgängerbau hin.                                                                                               |
| Birecik Kalesi                            | Festung von Birecik Birtha, al-Bīrā البيرا, Bile                                    | Birecik                                                   | Şanlıurfa      | 37° 1′ 55″ N, 37° 58′ 47″ O      | unbekannt                     | unbekannt                                            | Schon in Römerzeit Standort einer Festung Älteste Inschrift (Restaurierung) von etwa 1200                                                                                  |
| Bodrum Kalesi                             | Bodrum Kalesi bei Hierapolis Kastabala                                              | Kesmeburun/Osmaniye                                       | Osmaniye       | 37° 10′ 39″ N, 36° 11′ 16″ O     |                               | Königreich Kleinarmenien                             | |
| Boyabat Kalesi                            | Burg von Boyabat Boyabat Kalesi                                                     | Boyabat                                                   | Sinop          | 41° 27′ 58″ N, 34° 45′ 42″ O     | 7. Jh. v. Chr.                | wohl griechische Siedler                             | von Römern, Byzantinern und Osmanen umgebaut |
| Bozcaada Kalesi                           | Festung von Bozcaada Bozcaada Kalesi, Tenedos                                       | Bozcaada                                                  | Çanakkale      | 39° 50′ 11″ N, 26° 4′ 23″ O      | 15. Jh.                       | Mehmed II.                                           | Vorgängerbauten unter byzantinischer, genuesischer und venezianischer Herrschaft                                                                                           |
| Bursa Kalesi                              | Festung von Bursa Bursa Kalesi                                                      | Bursa                                                     | Bursa          | 40° 11′ 11″ N, 29° 3′ 30″ O      | 2. Jh. v. Chr.                | Prusias I.                                           | vielfach umgebaut, im 14. Jh. Residenz von Sultan Orhan I. |
| Ḫattuša Büyükkale                         | Büyükkale Zitadelle von Ḫattuša                                                     | Boğazkale                                                 | Çorum          | 40° 0′ 57,3″ N, 34° 37′ 12,5″ O  | 16. Jh. v. Chr.               | Labarna, hethitischer König                          | Hauptstadt des hethitischen Großreichs |
| Festung Çandarlı                          | Festung von Çandarlı                                                                | Çandarlı/Dikili                                           | Izmir          | 38° 56′ 2″ N, 26° 56′ 1″ O       | um 1300                       | Genueser                                             | |
| Çavuştepe                                 | Çavuştepe Šarduriḫinili                                                             | Çavuştepe/Gürpınar                                        | Van            | 38° 21′ 16″ N, 43° 27′ 46″ O     | 764–735 v. Chr.               | Sarduri II., urartäischer König                      | |
| Çeşme                                     | Festung von Çeşme                                                                   | Çeşme                                                     | Izmir          | 38° 19′ 25″ N, 26° 18′ 13″ O     | 14. Jh.                       | Genueser                                             | von Osmanen umgebaut heute Archäologisches Museum |
| Festung Çanakkale                         | Çimenlik Kalesi Çanakkale Kalesi, Boğaz Hisarı                                      | Çanakkale                                                 | Çanakkale      | 40° 8′ 47″ N, 26° 23′ 57″ O      | 1452                          | Sultan Mehmed II.                                    | |
| Festung Çorum                             | Zitadelle von Çorum Çorum Kalesi                                                    | Çorum                                                     | Çorum          | 40° 32′ 44″ N, 34° 57′ 26″ O     | unbekannt                     | vermutlich Seldschuken                               | 1647 von Evliya Çelebi besucht und beschrieben |
| Kozkalesi                                 | Cursat Qalaat al-Zau, قلعة الذو, Castrum Patriarchae, Kozkalesi, Kurşat Kalesi      | Kozkalesi/Altınözü                                        | Hatay          | 36° 5′ 46″ N, 36° 12′ 3″ O       | unbekannt                     |                                                      | 1133 vom Kreuzfahrerkönig Fulko erobert Später im Besitz de Patriarchen von Antiochia                                                                                      |
| Divriği                                   | Festung von Divriği                                                                 | Divriği                                                   | Sivas          | 39° 22′ 31″ N, 38° 7′ 21″ O      | unbekannt                     | vermutlich Byzantiner                                | 1236 und 1252 von der Mengücek-Dynastie restauriert |
| Diyarbakır                                | Stadtmauern von Diyarbakır                                                          | Diyarbakır                                                | Diyarbakır     | 37° 54′ 39″ N, 40° 14′ 12″ O     | 4. Jh.                        | Constantius II., byzantinischer Kaiser               | 5,5 km Umfang, bis 5 m dick Die Zitadelle (Iç Kale) im Nordosten vielleicht auf hurritischen Fundamenten                                                                   |
| Eğirdir                                   | Eğirdir Kalesi                                                                      | Eğirdir                                                   | Isparta        | 37° 52′ 35,1″ N, 30° 51′ 11,3″ O | 13. Jh.                       | Kai Kobad I., Sultan der Rum-Seldschuken             | Portalornamente stammen vom Eğirdir-Han |
| Festung Erzerum um 1910                   | Festung von Erzurum                                                                 | Erzurum                                                   | Erzurum        | 39° 54′ 28″ N, 41° 16′ 37″ O     | 4. Jh.                        | Theodosius I., byzantinischer Kaiser                 | später mehrfach um- und ausgebaut |
| Eskihisar                                 | Eskihisar                                                                           | Gebze                                                     | Kocaeli        | 40° 46′ 16,3″ N, 29° 25′ 53,6″ O | 12. Jh.                       | Manuel I. Komnenos, byzantinischer Kaiser            | |
|                                           | Geben Kalesi                                                                        | Geben/Andırın                                             | Kahramanmaraş  | 37° 48′ 52″ N, 36° 24′ 30″ O     |                               |                                                      | Letzte Zuflucht des letzten kleinarmenischen Königs Leon VI. vor den Mamlucken, 1375 gefallen                                                                              |
| Gaziantep Kalesi                          | Zitadelle von Gaziantep                                                             | Gaziantep                                                 | Gaziantep      | 37° 3′ 59″ N, 37° 23′ 0″ O       | 6. Jh.                        | Justinian I.                                         | Späterer Neubau durch Seldschuken |
|                                           | Gobidara Kosidar, Colidara                                                          | nördlich von Kozan                                        | Adana          |                                  |                               | Königreich Kleinarmenien Rubeniden                   | |
| Gökvelioğlu Kalesi                        | Gökvelioğlu Kalesi Vaner Kalesi                                                     | Güveloğlu/Yüreğir                                         | Adana          | 36° 50′ 41″ N, 35° 36′ 30″ O     |                               | Byzantiner                                           | Von Armeniern umgebaut |
| Akropolis von Gordion und phrygisches Tor | Akropolis von Gordion                                                               | Yassıhüyük/Polatlı                                        | Ankara         | 39° 38′ 41″ N, 31° 59′ 35″ O     | 8. Jh. v. Chr.                | Phryger                                              | Besiedlung schon im 3. Jahrtausend v. Chr. |
| Gülek Kalesi                              | Gülek Kalesi                                                                        | Gülek/Tarsus                                              | Mersin         | 37° 16′ 12″ N, 34° 47′ 26″ O     | 12. Jh.                       | Königreich Kleinarmenien                             | Überwachte die Kilikische Pforte wahrscheinlich byzantinischer Vorgängerbau                                                                                                |
|                                           | Hamus Ḥumaymiṣ, Çardak Kalesi                                                       | Kilikien, südöstlich von Osmaniye                         | Osmaniye       | 37° 4′ 29″ N, 36° 19′ 7″ O       |                               |                                                      | Sitz des byzantinischen Statthalters Andronikos 1298 von Mamluken erobert                                                                                                  |
| Süt Kalesi Harput                         | Burg von Harput Süt Kalesi (deutsch: Milchfestung), İç Kale                         | Elazığ                                                    | Elazığ         | 38° 42′ 11″ N, 39° 15′ 27″ O     | frühes 1. Jahrtausend v. Chr. | Urartäer                                             | von Römern, Byzantinern und Arabern erneuert |
|                                           | Harunia Haruniye, Harun Reşit Kalesi                                                | Haruniye/Düziçi                                           | Osmaniye       | 37° 15′ 29″ N, 36° 28′ 55″ O     |                               |                                                      | 1236 an die Deutschritter |
|                                           | Hasankale                                                                           | Pasinler                                                  | Erzurum        | 39° 58′ 44″ N, 41° 40′ 53″ O     | 9./8. Jh. v. Chr.             | Menua                                                | Eine urartäische Inschrift wurde auf der Festung gefunden |
| Hasankeyf                                 | Festung von Hasankeyf                                                               | Hasankeyf                                                 | Batman         | 37° 42′ 41″ N, 41° 24′ 39″ O     | 4. Jh.                        | Byzantiner                                           | |
| Hisarönü                                  | Festung von Hisarönü                                                                | Marmaris/Hisarönü                                         | Muğla          | 36° 47′ 43,1″ N, 28° 8′ 7,3″ O   |                               | Byzantiner                                           | Zitadelle mit doppelter Ummauerung, errichtet auf der Akropolis des antiken, bis in archaische Zeit zurückreichenden Bybassos                                              |
| Hoşap                                     | Hoşap                                                                               | Güzelsu                                                   | Van            | 38° 19′ 1″ N, 43° 48′ 6″ O       | 1643                          | Mahmudi Süleyman, kurdischer Fürst                   | |
| Hurman Kalesi                             | Hurman Kalesi                                                                       | Nördlich von Afşin                                        | Kahramanmaraş  | 38° 28′ 29,1″ N, 36° 50′ 8,7″ O  | Byzantinisches Reich          | unbekannt                                            | erbaut vielleicht schon zu römischer Zeit, umgebaut 911 von Seldschuken und 17./18. Jh. von Osmanen                                                                        |
| Ishak-Pascha-Palast                       | Ishak-Pascha-Palast                                                                 | in der Nähe von Doğubeyazıt                               | Ağrı           | 39° 31′ 14,1″ N, 44° 7′ 44,1″ O  | 1685–1784                     | Çolak Abdi Pascha, İshak Pascha II.                  | Vorher Standort von Burgen der Urartäer, Seldschuken und Osmanen |
| İskilip Zitadelle                         | Zitadelle von İskilip                                                               | İskilip                                                   | Çorum          | 40° 44′ 9″ N, 34° 28′ 25,9″ O    |                               |                                                      | |
| İspir                                     | Burg von İspir                                                                      | İspir                                                     | Erzurum        | 40° 29′ 0″ N, 40° 59′ 41″ O      | 12./13. Jh.                   | mongolische Ilchane-Dynastie                         | im 16. Jh. von Süleyman I. restauriert |
| Kadifekale                                | Kadifekale, Pagos                                                                   | Izmir                                                     | Izmir          | 38° 24′ 49,6″ N, 27° 8′ 42,6″ O  | 4. Jh. v. Chr.                | Lysimachos                                           | |
| Kaleköy                                   | Burg von Kaleköy, Simena                                                            | Kaleköy, Simena                                           | Antalya        | 36° 11′ 28,1″ N, 29° 51′ 43,3″ O | Mittelalter                   |                                                      | |
| Zitadelle von Karaman                     | Zitadelle von Karaman, Karaman Kalesi                                               | Karaman                                                   | Karaman        | 37° 10′ 55″ N, 33° 12′ 22″ O     | 12. Jh.                       | Seldschuken                                          | Wahrscheinlich auf hethitischen Fundamenten, mehrfach restauriert |
| Karasis Geschützturm                      | Karasis                                                                             | Kozan                                                     | Adana          | 37° 33′ 8″ N, 35° 51′ 57″ O      | etwa 200 v. Chr.              | Seleukiden                                           | Die Identität mit dem antiken Kyinda lässt sich noch nicht nachweisen. |
| Karatepe Stadtmauer                       | Karatepe-Arslantaş Azatiwataya                                                      | Kadirli                                                   | Osmaniye       | 37° 17′ 44″ N, 36° 15′ 13″ O     | 8. Jh. v. Chr.                | Azatiwataš, spätluwischer König                      | Königsresidenz von Azatiwataš |
| Kars Kalesi                               | Zitadelle von Kars                                                                  | Kars                                                      | Kars           | 40° 36′ 53″ N, 43° 5′ 25″ O      | 1152 erbaut                   | Saltukiden                                           | |
| Kastamonu                                 | Zitadelle von Kastamonu Castamon, Castra Comneni                                    | Kastamonu                                                 | Kastamonu      | 41° 22′ 29″ N, 33° 46′ 10″ O     | 12. Jh.                       | Komnenen                                             | |
| Kayseri                                   | Zitadelle von Kayseri                                                               | Kayseri                                                   | Kayseri        | 38° 43′ 16″ N, 35° 29′ 20″ O     | 6. Jh.                        | Byzantiner                                           | von Seldschuken umgebaut |
| Kilitbahir                                | Kilitbahir                                                                          | Eceabat                                                   | Çanakkale      | 40° 8′ 53,1″ N, 26° 22′ 47,3″ O  | spätes 15. Jh.                | Mehmed II.                                           | |
| Festung Korykos                           | Landburg von Korykos                                                                | Kızkalesi/Erdemli                                         | Mersin         | 36° 27′ 49″ N, 34° 9′ 2″ O       | 12. Jh.                       | Königreich Kleinarmenien Rubeniden                   | Ursprünglich wahrscheinlich über eine Mole mit der dazugehörigen Inselfestung Kızkalesi (Mädchenburg) verbunden.                                                           |
| Sis                                       | Zitadelle von Kozan Sis, Sisium, Sision, Flaviopolis                                | Kozan                                                     | Adana          | 37° 26′ 48″ N, 35° 48′ 42″ O     |                               | Byzantiner                                           | Von Kalif al-Mutawakkil (846–861) neu aufgebaut Hauptstadt des Königreichs Kleinarmenien 1375 unter Leon VI. an Mamlucken gefallen                                         |
| Kurşunlu Kalesi                           | Kurşunlu Kalesi Andinata                                                            | Kurşunlu                                                  | Çankırı        | 40° 50′ 14,6″ N, 33° 15′ 22,5″ O | unbekannt                     | wahrscheinlich Byzantiner                            | |
| Kuşadası                                  | Burg von Kuşadası Scala Nova                                                        | Kuşadası                                                  | Aydın          | 37° 51′ 49″ N, 27° 14′ 52″ O     | 13. Jh.                       | Genueser                                             | im 15. Jh. von Osmanen umgebaut |
| Kütahya                                   | Kütahya Kalesi Kütahya Hisarı                                                       | Kütahya                                                   | Kütahya        | 39° 25′ 9″ N, 29° 58′ 16″ O      | byzantinische Zeit            | Byzantiner                                           | im 14. Jh. von den Germiyanoğulları erweitert |
|                                           | Burg von Kybistra Herakleia Kybistra, Tont Kalesi                                   | Gökçeyazı/Ereğli                                          | Konya          | 37° 27′ 59″ N, 34° 10′ 14″ O     | byzantinische Zeit            | Byzantiner                                           | 806 von Arabern erobert, später Kreuzritter, Rum-Seldschuken, Kleinarmenien Mitte 13. Jh. von Mongolen zerstört                                                            |
| Çamlıyayla Kalesi                         | Lambron Les Embruns, Namrun, Lamprun, Çamlıyayla Kalesi                             | Çamlıyayla                                                | Mersin         | 37° 10′ 4″ N, 34° 36′ 12″ O      | unbekannt                     | wahrscheinlich Byzantiner                            | Vorgängerbauten wahrscheinlich, aber nicht nachgewiesen, später in mamlukischer Hand. Bewacht die Kilikische Pforte                                                        |
| Lamos Kalesi                              | Lamos Kalesi                                                                        | Limonlu/Erdemli                                           | Mersin         | 36° 33′ 26″ N, 34° 14′ 28″ O     | römische Zeit                 | unbekannt                                            | in frühosmanischer Zeit stark verändert, keine byzantinischen Reste |
| Liman Kalesi                              | Liman Kalesi                                                                        | 7 km westlich Taşucu/Silifke                              | Mersin         | 36° 16′ 42″ N, 33° 50′ 8″ O      | 16. Jahrhundert               | Lala Kara Mustafa Pascha                             | im 17. Jahrhundert Seeräuberfestung |
| Mädchenburg Kızkalesi                     | Mädchenburg Kız Kalesi                                                              | Kızkalesi/Erdemli                                         | Mersin         | 36° 27′ 24,5″ N, 34° 8′ 53″ O    | 1104                          | Eustathios, byzantinischer Admiral                   | Ursprünglich wahrscheinlich über eine Mole mit der dazugehörigen Landburg Korykos verbunden.                                                                               |
| Mamure Kalesi                             | Mamure Kalesi                                                                       | Anamur                                                    | Mersin         | 36° 4′ 52″ N, 32° 53′ 40″ O      | 3. Jahrhundert                | Römer                                                | Später erneuert durch bzw. im Besitz des Königreichs Kleinarmenien, dem Beylik Karaman, dem Osmanischen Reich.                                                             |
| Mancınıkkale                              | Mancınıkkale                                                                        | Kızılısalı/Silifke                                        | Mersin         | 36° 30′ 53″ N, 34° 3′ 24″ O      | 3.–2. Jh. v. Chr.             | Hellenismus                                          | |
| Mardin                                    | Zitadelle von Mardin Merde, Mardia                                                  | Mardin                                                    | Mardin         | 37° 19′ 2″ N, 40° 44′ 41″ O      |                               | wahrscheinlich Römer                                 | Erste Erwähnung als Festung Maride bei Ammianus Marcellinus, 640 von Muslimen erobert bis ins 15. Jh. (Aq Qoyunlu) mehrfach umgebaut und erweitert                         |
| Marmaris                                  | Burg von Marmaris                                                                   | Marmaris                                                  | Muğla          | 36° 51′ 2″ N, 28° 16′ 28″ O      | 1522                          | Süleyman der Prächtige                               | |
| Meydancıkkale                             | Meydancıkkale, antik möglicherweise Kiršu                                           | Emirhacı/Gülnar                                           | Mersin         | 36° 16′ 24″ N, 33° 26′ 28″ O     | 6. Jh. v. Chr.                |                                                      | Im 6. Jh. v. Chr. vom neubabylonischen Herrscher Neriglissar zerstört, im Achämenidenreich Sitz eines Statthalters, bis in frühchristliche und byzantinische Zeit genutzt. |
| Midasstadt                                | Akropolis von Midasstadt Midas Şehri                                                | Yazılıkaya/Han                                            | Eskişehir      | 39° 12′ 6″ N, 30° 42′ 51″ O      | um 1000 v. Chr.               | Phryger                                              | Religiöses Zentrum des Phrygerreichs Wohl schon in hethitischer Zeit besiedelt                                                                                             |
| Mut Kalesi                                | Festung von Mut Mut Kalesi                                                          | Mut                                                       | Mersin         | 36° 38′ 40″ N, 33° 26′ 2″ O      |                               | Byzantiner                                           | Im 14. Jh. von Karamaniden umgebaut |
| Zitadelle von Niğde                       | Zitadelle von Niğde, Niğde Kalesi                                                   | Niğde                                                     | Niğde          | 37° 58′ 6″ N, 34° 40′ 47″ O      | 1. Drittel 13. Jh.            | Alaeddin Keykubad                                    | Alaeddin-Moschee und Uhrturm innerhalb der Festungsmauern |
| Burg von Orhaniye                         | Burg von Orhaniye                                                                   | Orhaniye Mahallesi/Marmaris                               | Muğla          | 36° 45′ 41,8″ N, 28° 7′ 31,3″ O  |                               | Byzantiner                                           | Mehrgliedrige Burganlage, nur mit dem Boot zu erreichen. Wohl das in den Portulanen erwähnte Castello di Marmora                                                           |
| Osmancık Kalesi                           | Osmancık Kalesi, Kandiber Kalesi                                                    | Osmancık                                                  | Çorum          | 40° 58′ 22″ N, 34° 48′ 10″ O     | unbekannt                     | Seldschuken auf römischem Vorgängerbau               | |
|                                           | Partzapert Partzerpert, Bardzabert, Barṣ Bīt                                        | Kilikien, nordöstlich von Kozan genaue Lage nicht bekannt |                |                                  |                               |                                                      | rubenidisch seit Thoros II. |
| Payas                                     | Kastell von Payas                                                                   | Yakacık/Dörtyol                                           | Hatay          | 36° 45′ 16″ N, 36° 12′ 9″ O      | 13. Jh.                       | Kreuzritter                                          | |
| Pergamon Akropolis                        | Akropolis von Pergamon                                                              | Bergama                                                   | Izmir          | 39° 8′ 1″ N, 27° 11′ 0″ O        | 3. Jh. v. Chr.                | Attaliden                                            | |
| Burg von Pertek                           | Festung von Pertek, Pertek Kalesi                                                   | Pertek                                                    | Tunceli        | 38° 50′ 40″ N, 39° 16′ 18″ O     | 1367                          | Seldschuken                                          | möglicherweise auf älteren Fundamenten errichtet von Osmanen umgebaut |
| Pinara Akropolis                          | Akropolis von Pinara                                                                | Minare/Fethiye                                            | Muğla          | 36° 29′ 25″ N, 29° 15′ 15″ O     | unbekannt                     | Lykier                                               | Ort vermutlich schon zu hethitischer Zeit besiedelt |
| Priene Theater vor Burgberg               | Akropolis von Priene                                                                | Güllübahçe/Söke                                           | Aydın          | 37° 39′ 54″ N, 27° 17′ 39″ O     | 4. Jh. v. Chr.                | griechische Siedler                                  | |
| Rize Kalesi Eingang                       | Burg von Rize Rize Kalesi                                                           | Rize                                                      | Rize           | 41° 1′ 28″ N, 40° 30′ 33″ O      | Mittelalter                   | Genueser                                             | |
| Rumkale                                   | Rumkale Rum Kalesi Hromkla                                                          | Halfeti                                                   | Şanlıurfa      | 37° 16′ 14,8″ N, 37° 50′ 16,5″ O | 12. Jh.                       | Armenier                                             | 1150–1292 Sitz des armenischen Katholikos 1292 als einer der letzten christlichen Rückzugsorte von Mamluken erobert. In osmanischer Zeit Staatsgefängnis                   |
| Zitadelle Şanlıurfa                       | Zitadelle von Şanlıurfa Edessa                                                      | Şanlıurfa                                                 | Şanlıurfa      | 37° 8′ 44″ N, 38° 47′ 2″ O       | unbekannt                     | Kreuzfahrer                                          | auf älteren Fundamenten erbaut Der Sage nach Standort des Palastes des Nimrod                                                                                              |
| Burgberg Sardes                           | Burg von Sardes, Sardis, Sart                                                       | Sardes                                                    | Manisa         | 38° 28′ 32,8″ N, 28° 2′ 37,7″ O  | frühes 1. Jahrtausend v. Chr. | Lyder                                                | |
| Sarventikar von Norden                    | Sarventikar Serventikar, Savranda Kalesi, Sarovantari, Savouran Kale                | Kalecik                                                   | Osmaniye       | 37° 8′ 56″ N, 36° 27′ 33″ O      | unbekannt                     | möglicherweise Kleinarmenien                         | Diente der Verteidigung des Königreichs Kleinarmenien nach Osten Fiel 1337 an die Mamluken.                                                                                |
| Zitadelle Selçuk                          | Zitadelle von Selçuk Ayasoluk                                                       | Selçuk                                                    | Izmir          | 37° 57′ 20″ N, 27° 22′ 5″ O      | etwa 6. Jh.                   | Byzantiner                                           | Standort der ersten Siedlung von Ephesos, vielleicht identisch mit dem hethitischen Apasa Von Seldschuken ausgebaut                                                        |
| Burg von Selimiye                         | Burg von Selimiye Köyü                                                              | Marmaris/Selimiye Köyü                                    | Muğla          | 36° 42′ 5,4″ N, 28° 6′ 7,2″ O    | unbekannt                     | Byzantiner                                           | Mehrräumige Burganlage auf einem hohen Felsklotz |
| Zitadelle Silifke                         | Zitadelle von Silifke Seleukia am Kalykadnos Gomardias (armen.), Camardesium (lat.) | Silifke                                                   | Mersin         | 36° 22′ 35,9″ N, 33° 54′ 56,2″ O | unbekannt                     | Byzantiner                                           | an der Stelle einer antiken Akropolis |
| Akropolis Sillyon                         | Akropolis von Sillyon                                                               | Serik                                                     | Antalya        | 36° 59′ 35″ N, 30° 59′ 20″ O     | unbekannt                     | Griechische Siedler                                  | Erste Erwähnung des Ortes 5. Jh. v. Chr. |
| Korsan Kalesi                             | Korsan Kalesi in der Bahçeli Mahallesi von Marmaris/Söğütköy                        | Marmaris/Söğütköy                                         | Muğla          | 36° 39′ 28″ N, 28° 8′ 3,2″ O     | unbekannt                     | vermutlich Byzantiner                                | Umwehrung mit Wehrgang und einem Turm; im Innern eine Zisterne |
| Kreuzritterburg Bodrum                    | St. Peter                                                                           | Bodrum                                                    | Muğla          | 37° 1′ 54,3″ N, 27° 25′ 45,6″ O  | 1420                          | Kreuzritter (Johanniter)                             | ab 1523 osmanisch, bis ins 20. Jh. als Verbannungsort genutzt |
| Sultantepe                                | Sultantepe                                                                          | Şanlıurfa                                                 | Şanlıurfa      | 37° 3′ 1″ N, 38° 54′ 22″ O       | 7. Jh. v. Chr.                | Assyrer                                              | Fundort einer Stele des Mondgottes Sin |
|                                           | Tachikk’ar Tajikikar, Tajikkar                                                      | Kilikien                                                  |                |                                  |                               |                                                      | 1159 Zufluchtsstätte Thoros’ II. beim Angriff Manuels I. auf Kleinarmenien                                                                                                 |
| Maşat Höyük                               | Tapikka Maşat Hüyük                                                                 | Yalınyazı/Zile                                            | Tokat          | 40° 8′ 54″ N, 35° 45′ 44″ O      | frühes 2. Jahrtausend v. Chr. | Hethiter                                             | Hethitische Palastanlage und Zitadelle |
|                                           | Tilbeşar Seraser Hisar, Seleser Hisar, Kızıl Hisar, Turbessel                       | Gündoğan, Oğuzeli                                         | Gaziantep      | 36° 52′ 27″ N, 37° 33′ 32″ O     | unbekannt                     | unbekannt                                            | Schon in der Zeit der Halaf-Kultur besiedelt. 1097 durch Balduin von Boulogne erobert. 1263 durch Mongolen zerstört                                                        |
| Burgberg von Tlos                         | Burg von Tlos Tlawa, Dalawa                                                         | Düğer/Fethiye                                             | Muğla          | 36° 33′ 17″ N, 29° 25′ 7″ O      | unbekannt                     | Lykier                                               | Vorhandene Burgruinen byzantinisch, umgebaut durch den als Räuber geltenden Kanlı Ali Ağa Ursprung der Stadt möglicherweise hethitisch                                     |
| Tokmar Kalesi                             | Tokmar Kalesi Castellum Novum                                                       | Akdere, Silifke                                           | Mersin         | 36° 15′ 23″ N, 33° 46′ 14″ O     | 12. Jh.                       | vermutlich Königreich Kleinarmenien                  | wahrscheinlich identisch mit dem kleinarmenischen Norpert |
| Toprakkale Van                            | Toprakkale Rusaḫinili                                                               | Van                                                       | Van            | 38° 31′ 14″ N, 43° 24′ 14″ O     | 7. Jh. v. Chr.                | Rusa II., König von Urartu                           | Neben Tušpa Residenz der urartäischen Könige |
| Toprakkale (Osmaniye)                     | Toprakkale Til Hamdoun                                                              | Toprakkale                                                | Osmaniye       | 37° 3′ 1″ N, 36° 8′ 12″ O        | unbekannt                     | Byzantiner                                           | von Kreuzfahrern und Armeniern im 12. Jh. erweitert |
| Modell Trabzon                            | Zitadelle von Trabzon Trapezunt, Trebizond                                          | Trabzon                                                   | Trabzon        | 41° 0′ 10″ N, 39° 43′ 11″ O      |                               | wahrscheinlich Byzantiner                            | 1324 von Alexios II. erweitert |
| Modell Troja VI                           | Troja Troia, Ilion, Wiluša(?), Truva                                                | Tevfikiye/Çanakkale                                       | Çanakkale      | 39° 57′ 26″ N, 26° 14′ 19″ O     | Anfang 3. Jahrtausend v. Chr. | Siedler der Bronzezeit                               | vermutlich identisch mit dem hethitischen Wiluša, besiedelt seit 4800 v. Chr. bis in byzantinische Zeit                                                                    |
|                                           | Vahka, Vahka, Wahga                                                                 | Feke                                                      | Adana          | 37° 51′ 37″ N, 35° 57′ 6″ O      | unbekannt                     | Byzantiner                                           | Im 11. Jh. durch Rubeniden erobert. Fiel später an Mamluken |
| Van Kalesi                                | Van Kalesi, Tušpa                                                                   | Van                                                       | Van            | 38° 30′ 10″ N, 43° 20′ 20″ O     | 840–825 v. Chr.               | Sarduri I. von Urartu                                | Hauptstadt von Urartu |
| Yenikale                                  | Yenikale                                                                            | Arsameia am Nymphaios bei Eski Kahta/Kâhta                | Adıyaman       | 37° 56′ 53,1″ N, 38° 39′ 11,2″ O | 13. Jh.                       | Mamluken                                             | Ursprünglich Palastgebäude der kommagenischen Herrscher, ein späterer Bau wurde 1286 zerstört, dann folgte der jetzige.                                                    |
| Yeniyurt Kalesi                           | Yeniyurt Kalesi                                                                     | Yeniyurt/Erdemli                                          | Mersin         | 36° 37′ 33″ N, 34° 7′ 47″ O      | 3. Jh. v. Chr.                | Seleukiden                                           | Hellenistische Befestigungsmauern mit Siedlung aus römisch-frühbyzantinischer Zeit                                                                                         |
| Yılankale                                 | Yılankale Yılanlıkale, Sahmirankale                                                 | Kilikien, westlich von Ceyhan                             | Adana          | 37° 0′ 52″ N, 35° 44′ 52″ O      | 12.–13. Jh.                   | Leo II., armenischer König                           | Einer Legende nach vom Schlangenmenschen Meran erbaut (Yılan türkisch für Schlange)                                                                                        |
| Zil Kalesi                                | Zil Kalesi Varos Kalesi                                                             | Çamlıhemşin                                               | Rize           | 40° 55′ 40″ N, 40° 57′ 23″ O     | 14.–15. Jh.                   | Byzantiner                                           | |
|                                           | Zivin Kalesi                                                                        | Süngütaşı bei Horasan, Bezirk Sarıkamış                   | Kars           | 40° 13′ 59″ N, 42° 16′ 7″ O      | frühes 1. Jahrtausend v. Chr. | Urartäer                                             | Umbauten durch Seldschuken und Osmanen |